# Berriz

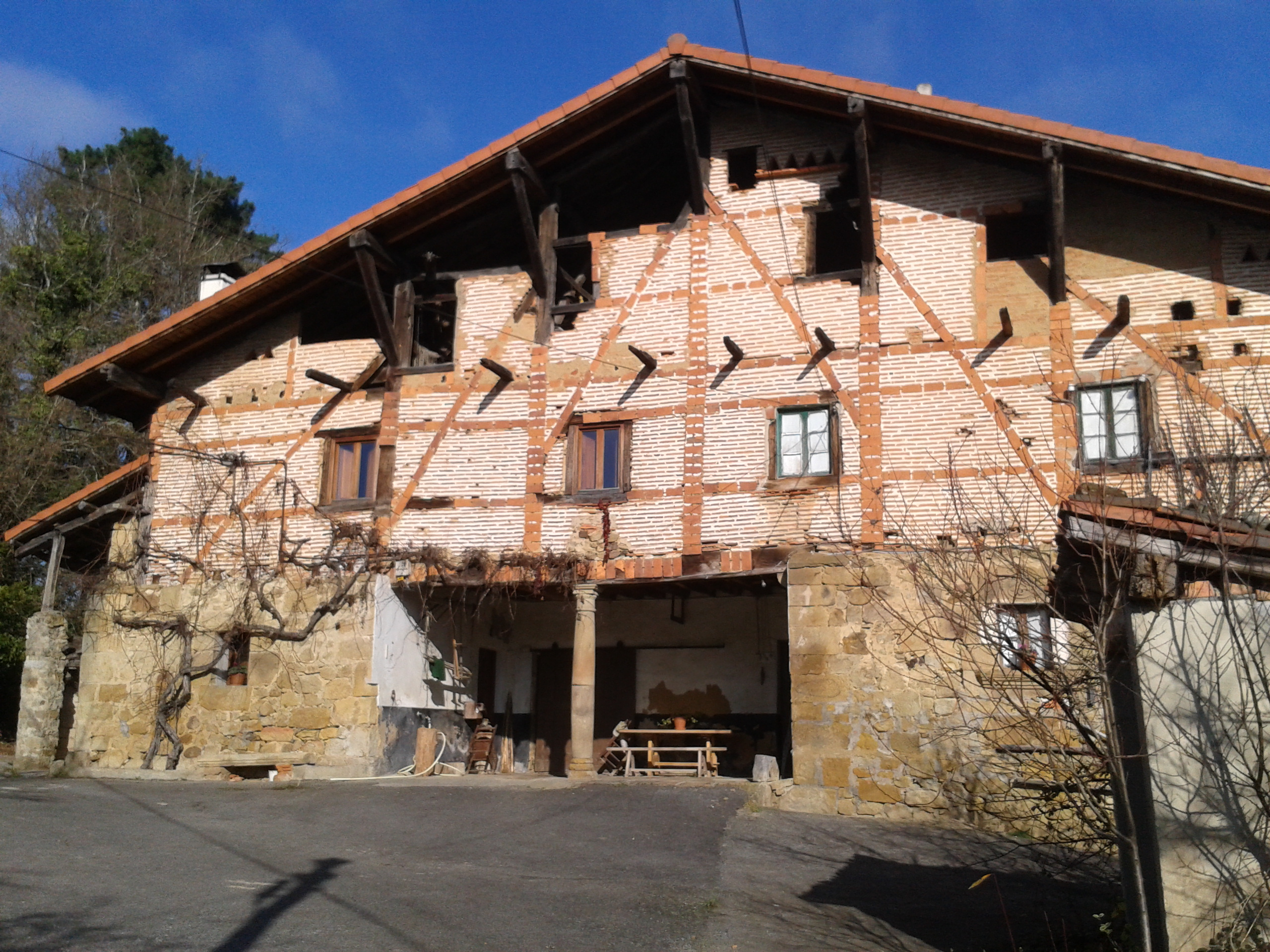
Berrizko (Bizkaia) Isuntza Bekoa baserria. Sailkaturiko kultura ondasun izendapena du.

Berriz en basque ou Bérriz ou Vérriz en espagnol est une commune de Biscaye dans la communauté autonome du Pays basque en Espagne.
Le nom officiel de la ville est Berriz.

## Géographie
Située dans le centre de la comarque du Durangaldea, elle est située dans la vallée de l'Ibaizabal. Bilbao, sa capitale provinciale est distante de 36 km et Durango de 4 km. La municipalité se trouve dans le bassin de la rivière Zaldua erreka, qui est un affluent de la rivière Ibaizabal. Les terrains de la municipalité montent sur la montagne Oiz du côté sud, depuis les bords de la rivière où se trouve le noyau urbain principal. Les ruisseaux et mares sont nombreux, descendant de l'Oiz et se jettent sur le Zaldua créant de petites vallées où se trouvent de petits quartiers composés de fermes (baserriak en basque).
Cette municipalité biscaïenne est située dans le cours supérieur de la rivière Ibaizabal, des deux côtés. La zone nord de Berriz présente un terrain accidenté, avec de fortes pentes qui correspondent au sud de la montagne Oiz (1 026 m). A souligner également la montagne Artiezu (484 m). Le sud de la rivière Ibaizabal est occupé par une zone de petites collines qui annoncent les alignements calcaires du Durangaldea. La hauteur maximale dans la municipalité, est le mont Gaztelumendi (305 m). La rivière Ibaizabal reçoit au passage par Berriz de nombreux affluents qui descendent des pentes de la montagne Oiz, parmi eux, Magunas et Akelkorta.
Berriz est limité avec les municipalités suivantes : au nord par Garai et Zenarruza, au sud par Elorrio, à l'est par Mallabia et Zaldibar et à l'ouest par Abadiño.
Ses quartiers sont Andikoa, Eitua, Murgoitio, Okango, Olakueta (mairie, église), Sallobente et Sarria.

## Communications
Les communications sont centrées sur la route nationale N-634 que parcourt la municipalité d'est en ouest tout comme l'autoroute AP-8 bien qu'elle n'ait pas de liaison ici, qui le relie les capitales de la Biscaye/Bizkaia et de Guipuscoa/Gipuzkoa, ainsi que les villes proches d'Eibar et Durango. La route BI-633, qui relie Durango avec la comarque de Lea Artibai, passe par la municipalité. La BI-3321 relie Berriz avec Elorrio.
La ligne de chemin de fer, de voie étroite d'Euskotren a une gare et relie les capitales du Guipuscoa, Saint-Sébastien et de Biscaye, Bilbo.
La municipalité de Berriz est formée de plusieurs quartiers qui sont situés dans les petites vallées qui se forment dans les flancs sud de l'Oiz. Le noyau principal est Olakueta, situé au bord de la route nationale qui parcourt la vallée de l'Ibaizabal et dans ce point, par la vallée de son affluent, le Zaldu, va à la recherche du passage au Guipuscoa. Les autres noyaux (anciennes confréries) qui composent la municipalité sont : Andikona, Eitua, Okango, San Lorenzo et Sarria. L'importance d'Olakueta est due au fait que beaucoup de correspondances et colis sont consignés à Olakueta au lieu de Berriz, même quand la destination est un autre quartier, constituant une véritable suplantation.

## Hydrographie
L'importante rivière est le Zaldu, qui vient du village voisin de Zaldibar. Cette rivière, qui à Traña-Matiena rejoint l'Ibaizabal, reçoit en traversant Berriz, de nombreux ruisseaux, plus ou moins importants, qui descendent de l'Oiz. Ces rivières, relativement modulées, ont été exploitées comme force motrice. Sur ces dernières on a construit de petits barrages qui ont attiré des moulins et des forges qui, avec le temps ont été transformés en centrales électriques. Le système complexe de captage horizontal des eaux qui est effectué dans le bassin de l'Arrierreka est remarquable, qui au moyen d'une série de canaux horizontaux disposés dans la haute partie de cette dernière reprend l'eau qui conduit dans des tubes de pression jusqu'aux petites centrales, disposées dans la vallée.
Quelques rivières remarquables: Magunas, Ereña, Lariz, Oca, Oiz, Zaldibar et Akelkorta.

## Orographie
Face à la falaise impressionnante des montagnes du Durangaldea, avec l'Anboto comme point culminant, se trouvent l'Oiz (1 026 m), dont le flanc sud est occupée par la municipalité. Comme les versants de l'Oiz sont atténuées, on trouve de petites collines qui remplissent la vallée dans leur transition vers la montagne Anboto. Entre, il y a de petites élévations dont la montagne Artiezu (484 m) et le Gaztelumendi (305 m).

## Économie
L'économie de Berriz est basée sur le secteur industriel. La situation de la municipalité, proche de la ville d'Eibar, qui durant les années 1950 et 60 a eu une croissance industrielle énorme qui a mis un terme à la situation de beaucoup de ses industries dans le durangaldea. Les extensions à cause du peu de terrains eibarrais ne pouvaient pas apporter, ainsi que les environs de la capitale camarcale, ont fait de Berriz le siège de beaucoup d'usines, qui ont changé son caractère rural par l'industriel.
Le secteur primaire: il est établi dans les quartiers périphériques qui composent la municipalité. Son exploitation est effectuée actuellement en régime familial et a un caractère secondaire en combinant celle-ci avec le travail dans les usines, ou placées dans la municipalité elle-même ou dans la comarque. Il y a une importante activité forestière centrée sur l'exploitation du pin insignis, ainsi qu'une certaine activité minière, avec des mines de quartz en exploitation, appelées Asunción I et II.
Le secteur secondaire : l'existence des nombreuses rivières a toujours fourni une certaine activité industrielle, par l'exploitation des moulins ou des forges qui ont proliféré dans ces terres. Beaucoup d'entre elles ont été reconverties dans de petites centrales de génération électrique et même dans des moulins à papier, avec l'industrie papetière qui sera ensuite installée dans la comarque. L'industrie de transformation métallique est très importante dans la municipalité. Dans la partie inférieure de la vallée on a placé un bon nombre d'usines de presses (emboutissage), outils, quais, éléments de l'industrie auxiliaire de l'automobile, etc., ce qui donne à l'elizate, un caractère nettement industriel, parfaitement en accord avec sa comarque et ses voisines.
Le secteur des services : a un certain développement mais manque de toute spécialisation. Il vise à couvrir les nécessités de base, puisque la proximité d'Eibar et de Durango, ainsi que celle de Bilbao, font que pour toute chose plus spécialisée ses habitants se déplacent. Dans la municipalité il y a des restaurants qui ont une certaine réputation. Le chuletón de Berriz est célèbre.

## Histoire
Comme avec le reste des elizates, les origines de Berriz se sont perdues dans le temps. Les restes mégalithiques qui sont disséminés sur les flancs de l'Oiz (les dolmens d'Iturzuriaga et d' Ama Birjiñen Baso (littéralement verre de la Vierge Marie en basque) et le tumulus d'Ipinarrieta) sont des témoignages de la présence humaine dans ces terres en des temps préhistoriques. Comme ces populations s'installent, on crée de petits noyaux, lesquels, avec l'arrivée du christianisme, construiront de petits ermitages qui sont installés dans les lieux de culte précédents, ce qui formera la Lur Laua de Biscaye. Au XVIIIe siècle il y en a au moins quinze. La présence de cultes préchrétiens dans ces situations est garantie par la découverte de stèles avec des représentations de symboles astraux à Murgoitio et Andikona (Berriz).
La construction de l'église paroissiale au XIIe siècle fait que le noyau où il se trouve acquiert l'autorité sur la périphérie. Ainsi pour le XVe siècle il y a déjà six confréries ou quartiers faisant partie de l'elizate : Sarria, Andikoa, Mendibil, Okango, Eitua et Murgoitio.
Son appartenance à la mérindade de Durango, où il possédait le siège et droit de vote dans les Juntes Générales de Guerendiaga avec le nombre X, établit sa propriété au Royaume de Navarre jusqu'à l'occupation, en 1076, par le roi Alfonse VII de Castille et plus tard, en 1200, par Alfonse VIII, qui, en 1212, le cédera au Seigneur de Biscaye, par Don Diego López II de Haro, comme récompense par les services rendus dans la Bataille de Las Navas de Tolosa.
La famille des Berriz ont déjà dominé la zone en des temps de son appartenance à la Navarre. Il y a un document sur Aznar Sánchez de Berriz qui a servi les comtes de Durango au XIe siècle. La cession par le roi castillan de celui durangaldea aux Seigneurs de Biscaye, fait que les chevaliers de la maison Berriz se mettent à servir les seigneurs de la seigneurie, les Haro.
De l'an 1000 au XIIIe siècle, on se trouve dans une époque de croissance économique qui apporte avec elle une augmentation démographique remarquable. La récession postérieure fait que les conditions se produisent pour qu'explose la guerre des Bandes entre les différents seigneurs féodaux de la seigneurie, la guerre entre les Oñaciens et gamboinos. En 1353 Rodrigo de Berriz figure parmi les principaux participants du côté Gamboin, participation qui sera étendue à sa descendance. Ceux de Berriz ont aussi pris part activement à la lutte contre les Maures et ont eu un rôle significatif dans la prise d'Antequera en 1410 qui a donné lieu à ce que, plus tard, beaucoup de descendants de ceux-ci occuperont des charges dans différentes dans les villes andalouses.
L'alliance du peuple avec la monarchie contre le pouvoir des seigneurs féodaux met fin à la guerre avec la démolition, totale ou partielle, des maisons-tours banderizas. De cette crise les seigneurs féodaux sont obligés de changer leurs bases économiques et passent au service de la monarchie tandis que le peuple obtient la noblesse universelle (égalité avec les anciens chefs féodaux et un certain statut nobiliaire) qui lui garantit la juridiction. Ceci ouvrira les portes pour la participation active pour l'administration et la religion dans les territoires castillans, qui étaient nombreux.
À Berriz, trois maisons-tours banderizas sont documentées, celle de Berriz, celle de Lariz et celle d'Arria qui sont reconverties en palais de la renaissance (XVIe siècle). Au XVIe siècle, les voisins attaquent des ouvrages de restructuration de l'église, qui le changent totalement. La vieille construction romane passe à une construction Renaissance moderne. Cette époque, qui devait être prospère, fait place à une rénovation d'un bon nombre d'ermitages de nombreuses elizates. Parmi elles sont construits, en 1560 les temples Andikona immenses et disproportionnés pour un petit noyau rural. Le développement de la comarque s'est élevé avec une croissance industrielle, moulins et forges où Berriz est le protagoniste privilégié.
Les anciens seigneurs de Berriz, toujours présents dans la vie de la municipalité, s'associent plus avec le noyau urbain et dans des croisements matrimoniaux successifs. Ils adoptent le nom de famille Gamboa au XVIe siècle et Villarreal au XVIIe siècle en changeant de résidence, ils iront à Lekeitio, en 1650. Les Lariz feront ce qui est approprié tandis que ceux d'Arria restent tels quel.
Le XVIIIe siècle marque une crise dans le régime statutaire et la classe puissante commence à effectuer des investissements à l'extérieur renforçant une crise économique dans l'elizate où les gens voient comment se détériore leurs conditions de vie. Cette crise est accentuée tout au long du XIXe siècle avec les différentes luttes qui se produisent en Espagne. Dans cette crise les confréries sont obligées de vendre des terres communales qui passent aux classes plus simples et accommodantes. Ces circonstances provoquent une émigration de la population de l'elizate.
Le XXe siècle est entamé avec la reconversion les vieux moulins et les forges et dans des usines à farines et papetières, certains deviennent des centrales électriques et on trouve l'industrie dans les terres plates de la vallée. Le processus d'industrialisation a entraîné l'arrivée à la municipalité de population d'autres lieux et ceci entraine le retour à une stabilité et une croissance économique qui est passée par les crises industrielles qui se sont produites tout au long du XXe siècle.

## Drapeau
Jusqu'en 1937 on conservait un drapeau du XVIIIe siècle. En 1952, on a confectionné, à l'initiative de celle, alors marquise de Berriz, María Teresa Aznar et González de Salazar un nouveau drapeau semblable de celui disparu mais en remplaçant les symboles de San Pedro, patron de Berriz, que le vieux drapeau portait en son centre, par quelques relatifs au folklore basque puisque ce drapeau était destiné au groupe de danse de l'elizate. En 1994 par ordre de la mairie on a confectionné un nouveau. On a effectué plusieurs copies pour d'autres groupes de danse de la localité.
Le drapeau est formé au moyen carrés de composés de triangles, de quatre par chaque carré, le triangle de la gauche étant de couleur verte, le supérieur de couleur bleu, celui de la droite rosée et de celui du bas jaune. Dans le centre dans un blanc carré apparaissent les blasons de la Biscaye et celui de Berriz soutenus par un lion et l'inscription Elizate de Berriz, aux côtés figurent un txistu, un tambour, un atabal, une épée et un bâton au lieu des clés de San Pedro qui figuraient dans l'original.

## Patrimoine

### Patrimoine civil

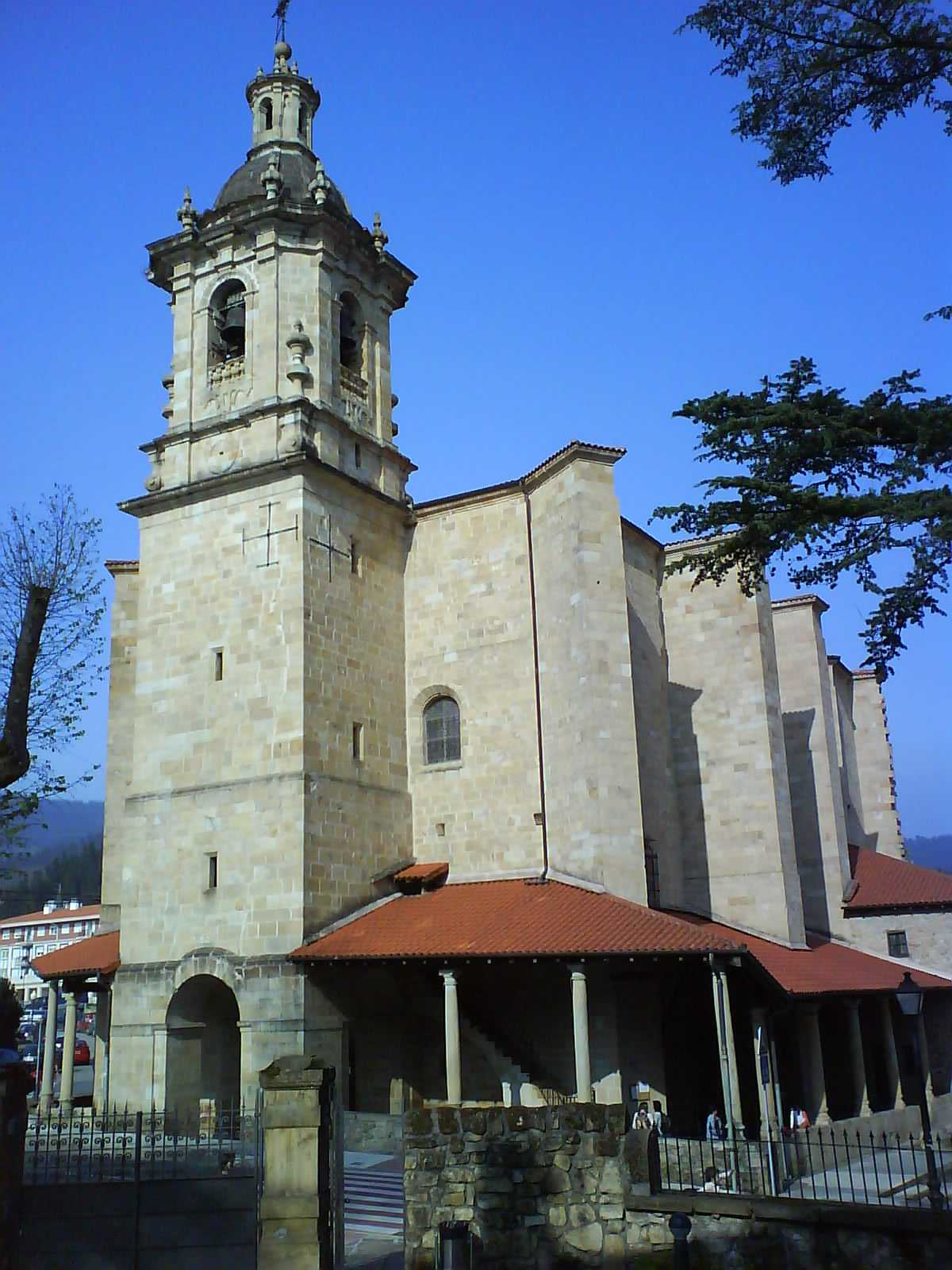
Église paroissiale de San Juan Evangelista.

- Palais de Berriz: dont les origines comme maison-tour remontent au IXe siècle. Il a appartenu aux Marquis de Berriz jusqu'à être propriété municipale. Il est aujourd'hui le siège de la mairie.
- Maison-tour de Lariz: située dans le quartier du même nom c'est une belle construction de la Renaissance du XVIIIe siècle. De plan carré avec un imposant blason d'armes dans sa façade principale et fenêtres façonnées dans les autres.
- Maison-tour Arria: située dans le quartier de Sarria, a l'aspect d'une forteresse avec des hautes parois de pierre façonnée.

### Patrimoine religieux
- Église de sainte María d'Andikona: construite en 1560 est de style ogival décadent. Il a un retable baroque superbe avec une vierge du XVe siècle.
- Église de San Juan Evangelista: date du XIIe siècle, bien que totalement restaurée en 1550 en lui donnant l'aspect Renaissance actuel. Possède une peinture fechable spectaculaire du XVIIe siècle et qui peut être mis en rapport avec Luca Giordano.

Il y a de nombreux ermitages et d'exemples de fermes d'architecture rurale basque dignes d'être visitées ainsi que d'anciennes forges et moulins transformés aujourd'hui de petites centrales électriques qui gardent des machines du débuts du XXe siècle.

## Personnalités liées à la commune
- Marino Lejarreta, cycliste (1957)
- Margarita de Maturana, (Bilbao 1884 - Saint-Sébastien 1934), religieuse béatifiée (22/10/2006) fondatrice des Mercedarias Misioneras de Bérriz.
- Otxoa López de Bérriz.
- Juan Bautista Zuaza y Gomendio (1633-1679), professeur d'université de Cánones à l'université de Salamanque.
- Juan Bautista Iturriozaga y Asategui, collaborateur du roi Philippe V.
- Pedro Bernardo de Villarreal de Berriz y Sáez d'Andikona.
- Juan Vicente Cengotitabengoa y Ariño, évêque de San Juan de Port Rico.
- Martín Uribe y Abedibar de Mallagaray.
- Juan Ramón Iturriza y Gárate-Zabala, écrivain, né dans 1741.
- Bernardo Gabiola y Lazpita, né en 1880. Musicien organiste.
- Shinova, groupe de rock alternatif

### Sources
- (es)/(eu) Cet article est partiellement ou en totalité issu des articles intitulés en espagnol « Bérriz » (voir la liste des auteurs) et en basque « Berriz » (voir la liste des auteurs).